# Saropogon leucogenus
Saropogon leucogenus är en tvåvingeart som beskrevs av Seguy 1953. Saropogon leucogenus ingår i släktet Saropogon och familjen rovflugor.
Artens utbredningsområde är Algeriet. Inga underarter finns listade i Catalogue of Life.